# Dichaetomyia atratula
Dichaetomyia atratula är en tvåvingeart som beskrevs av Malloch 1925. Dichaetomyia atratula ingår i släktet Dichaetomyia och familjen husflugor. Inga underarter finns listade i Catalogue of Life.